# Grand Prix automobile de Chine 2018
GP précédent GP suivant
Le Grand Prix automobile de Chine 2018 (Formula 1 2018 Heineken Chinese Grand Prix), disputé le 15 avril 2018 sur le circuit international de Shanghai à Shanghai, est la 979e épreuve du championnat du monde de Formule 1 courue depuis 1950. Il s'agit de la 15e édition du Grand Prix de Chine comptant pour le championnat du monde de Formule 1 et la troisième manche du championnat 2018.
Les Mercedes, toujours parties depuis la pole position sur le circuit de Shanghai depuis 2012, n'arrivent pas à faire fonctionner correctement les nouveaux pneumatiques ultra tendres de Pirelli et,  lors d'une séance de qualification ventée, manquent de rythme par rapport aux Ferrari. Les monoplaces rouges luttent entre-elles pour la première place de la grille et Kimi Räikkönen, qui prend les devants lors de sa première tentative en Q3, améliore encore au terme de son deuxième tour rapide ; il est finalement battu de 87 millièmes de seconde par son coéquipier qui établit, en 1 min 31 s 095, le nouveau record de la piste. Sebastian Vettel obtient la cinquante-deuxième pole position de sa carrière, sa deuxième consécutive, et l'écurie de Maranello place ses deux voitures sur la première ligne dans deux Grands Prix consécutifs pour la première fois depuis les Grand Prix des États-Unis et de France en 2006 ; elles n'avaient plus obtenu la pole position en Chine depuis la première édition, en 2004. Valtteri Bottas réalise le troisième temps à plus d'une demi-seconde et Lewis Hamilton, quatrième, ne va même pas au bout de sa deuxième tentative. Les Red Bull de Max Verstappen et Daniel Ricciardo sont en troisième ligne, devant la Renault de Nico Hülkenberg et la Force India de Sergio Pérez.
L'opportunité qu'a représenté la sortie de la voiture de sécurité puis une série de meilleurs tours et de dépassements tranchants, permettent à Daniel Ricciardo de remporter la sixième victoire de sa carrière, lesquelles ont toutes été obtenues sans jamais partir d'une des trois premières places sur la grille. La course bascule une première fois quand Sebastian Vettel, en tête durant les vingt premiers tours, subit un undercut réussi de Valtteri Bottas et ressort des stands derrière le Finlandais qui s'est arrêté un tour plus tôt. Les deux repartent en pneus médiums pour aller au bout de la course, de même que Kimi Räikkönen et Lewis Hamilton. Au 31e tour, Pierre Gasly accroche son coéquipier Brendon Hartley dans l'épingle du circuit ; les nombreux débris de fibre de carbone lâchés sur la piste par leurs monoplaces provoquent la sortie de la voiture de sécurité. Les pilotes Red Bull, opportunément placés sur le circuit, peuvent plonger directement dans les stands et chausser tous deux des pneus tendres sans perte de temps. Dès lors, les RB14 à moteur Renault sont les plus rapides en piste. En tentant de dépasser Hamilton, Max Verstappen le touche légèrement, part hors-piste et se fait doubler par Ricciardo ; Verstappen envoie peu après Vettel en tête-à-queue, ce qui lui vaut une pénalité de dix secondes. Au contraire de son coéquipier, Daniel Ricciardo trace efficacement son chemin vers la victoire à coups de meilleurs tours en course et dépasse successivement Räikkönen, Hamilton, Vettel et enfin Bottas, au 44e tour. Il déclare : « Je ne gagne jamais de course ennuyante ! » Bottas et Räikkönen l'accompagnent sur le podium, Hamilton est quatrième, devant Verstappen pénalisé. Nico Hülkenberg et Fernando Alonso se classent sixième et septième après avoir dépassé Vettel, en perdition à cause de ses pneumatiques rendus inefficaces par sa toupie ; le leader du championnat se contente donc des quatre points de la huitième place. Carlos Sainz Jr. et Kevin Magnussen ferment la marche dans les points à l'issue d'une course où les vingt voitures engagées sont classées, Brendon Hartley, qui a abandonné, ayant accompli plus de 90 % de la distance totale. 
Sebastian Vettel conserve la tête du championnat du monde avec 54 points et devance Hamilton (45 points) et Bottas (40 points). Ricciardo (37 points) prend désormais la quatrième place, devant Räikkönen (30 points) et Alonso (22 points). Mercedes mène dorénavant le classement des constructeurs avec 85 points et devance d'un point Ferrari (84 points). Red Bull Racing, avec 55 points, passe devant McLaren (28 points) ; suivent Renault (25 points), Scuderia Toro Rosso (12 points), Haas (11 points), Sauber (2 points) et Force India (1 point). Williams F1 Team reste la seule écurie à n'avoir pas encore marqué de point.

## Pneus disponibles
| Pneus pour piste sèche | Pneus pour piste sèche | Pneus pour piste sèche | Pneus pluie    | Pneus pluie |
| ---------------------- | ---------------------- | ---------------------- | -------------- | ----------- |
| Ultra tendres          | Tendres                | Médiums                | Intermédiaires | Pluie       |

## Essais libres

### Première séance, le vendredi de 10 h à 11 h 30

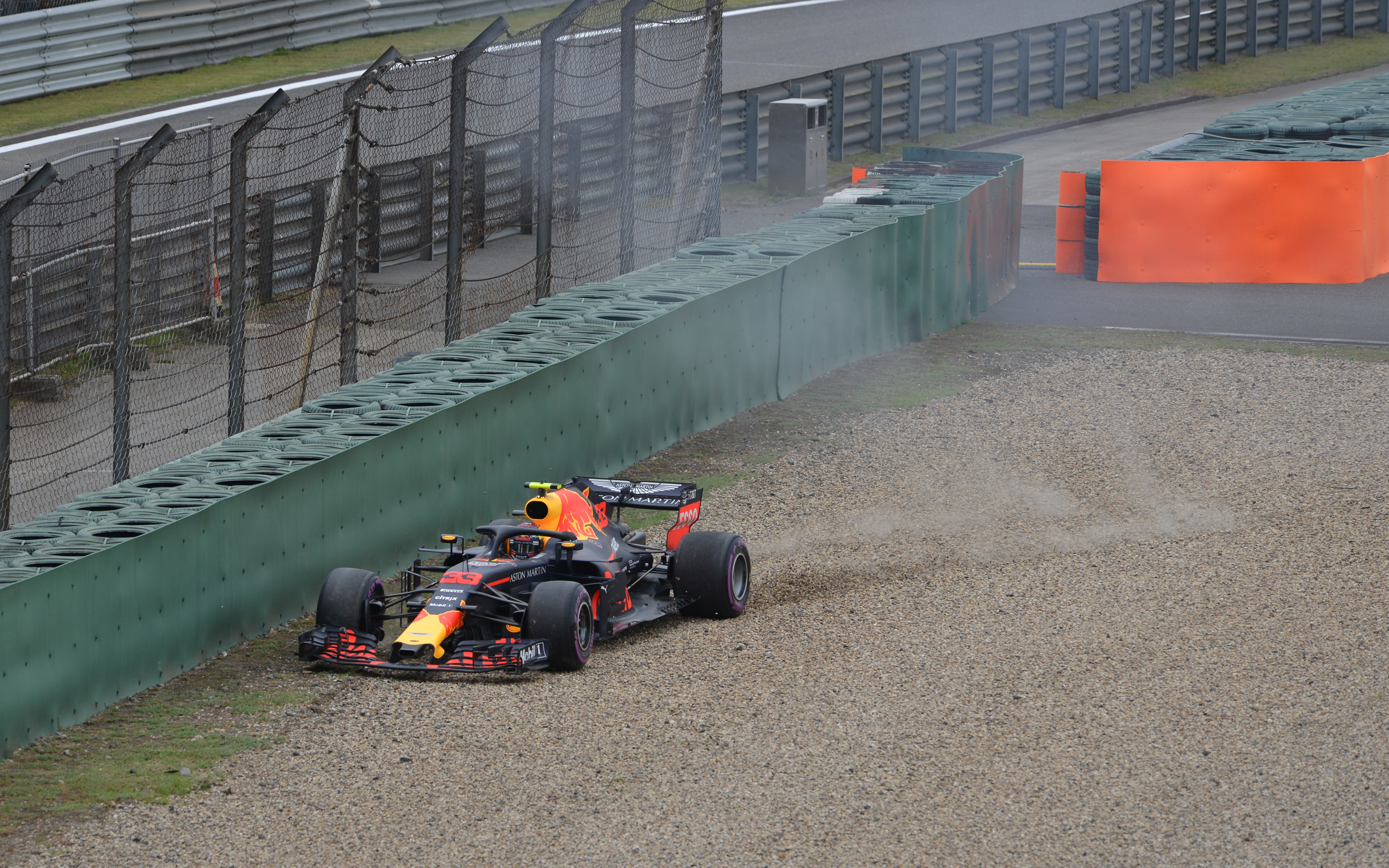
Max verstappen en difficulté lors de la première séance d'essai.

| Pos. | Pilote           | Voiture            | Chrono         | Écart     |
| ---- | ---------------- | ------------------ | -------------- | --------- |
| 1    | Lewis Hamilton   | Mercedes           | 1 min 33 s 999 |           |
| 2    | Kimi Räikkönen   | Ferrari            | 1 min 34 s 358 | + 0 s 359 |
| 3    | Valtteri Bottas  | Mercedes           | 1 min 34 s 457 | + 0 s 458 |
| 4    | Daniel Ricciardo | Red Bull-TAG Heuer | 1 min 34 s 537 | + 0 s 538 |
| 5    | Max Verstappen   | Red Bull-TAG Heuer | 1 min 34 s 668 | + 0 s 669 |
| 6    | Sebastian Vettel | Ferrari            | 1 min 34 s 861 | + 0 s 862 |

### Deuxième séance, le vendredi de 14 h à 15 h 30

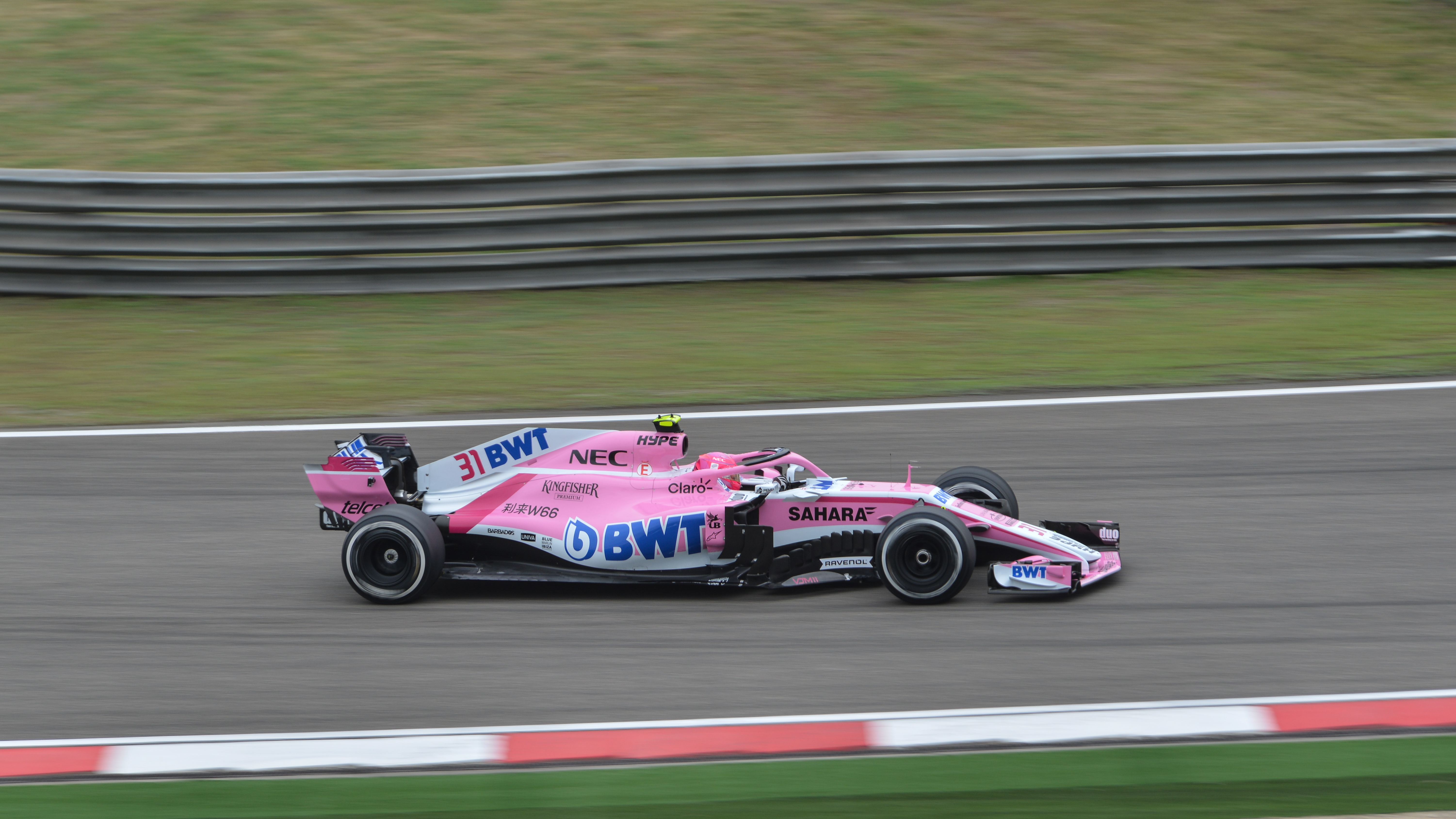
Esteban Ocon au Grand Prix de Chine 2018.

| Pos. | Pilote           | Voiture            | Chrono         | Écart     |
| ---- | ---------------- | ------------------ | -------------- | --------- |
| 1    | Lewis Hamilton   | Mercedes           | 1 min 33 s 482 |           |
| 2    | Kimi Räikkönen   | Ferrari            | 1 min 33 s 489 | + 0 s 007 |
| 3    | Valtteri Bottas  | Mercedes           | 1 min 33 s 515 | + 0 s 033 |
| 4    | Sebastian Vettel | Ferrari            | 1 min 33 s 590 | + 0 s 108 |
| 5    | Max Verstappen   | Red Bull-TAG Heuer | 1 min 33 s 823 | + 0 s 341 |
| 6    | Nico Hülkenberg  | Renault            | 1 min 34 s 313 | + 0 s 831 |

### Troisième séance, le samedi de 11 h à 12 h

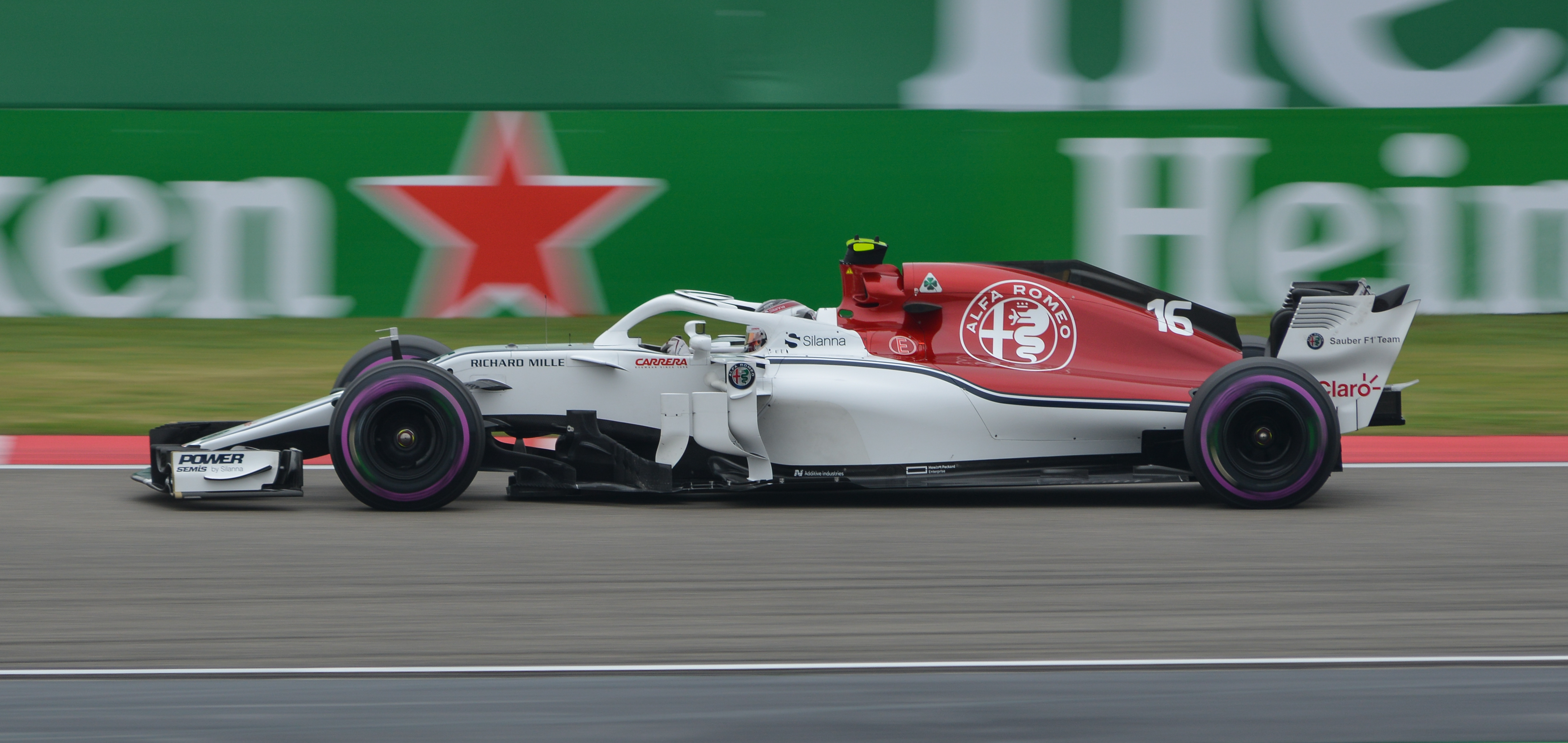
Charles Leclerc au Grand Prix de Chine 2018.

| Pos. | Pilote           | Voiture            | Chrono         | Écart     |
| ---- | ---------------- | ------------------ | -------------- | --------- |
| 1    | Sebastian Vettel | Ferrari            | 1 min 33 s 018 |           |
| 2    | Kimi Räikkönen   | Ferrari            | 1 min 33 s 469 | + 0 s 451 |
| 3    | Valtteri Bottas  | Mercedes           | 1 min 33 s 761 | + 0 s 743 |
| 4    | Max Verstappen   | Red Bull-TAG Heuer | 1 min 33 s 969 | + 0 s 951 |
| 5    | Lewis Hamilton   | Mercedes           | 1 min 34 s 057 | + 1 s 039 |
| 6    | Kevin Magnussen  | Haas-Ferrari       | 1 min 34 s 329 | + 1 s 311 |

## Séance de qualifications

### Résultats des qualifications

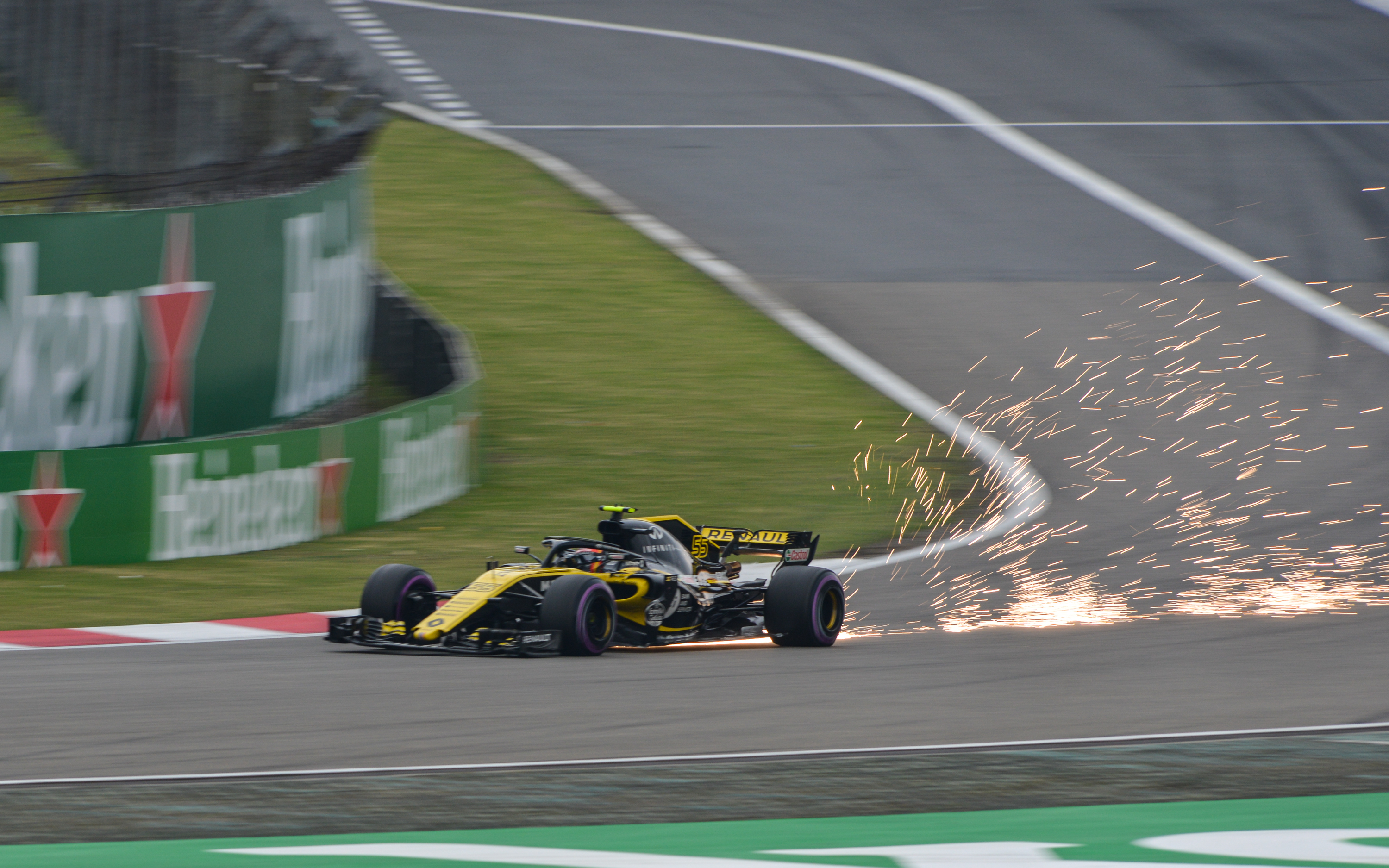
Carlos Sainz lors des qualifications.

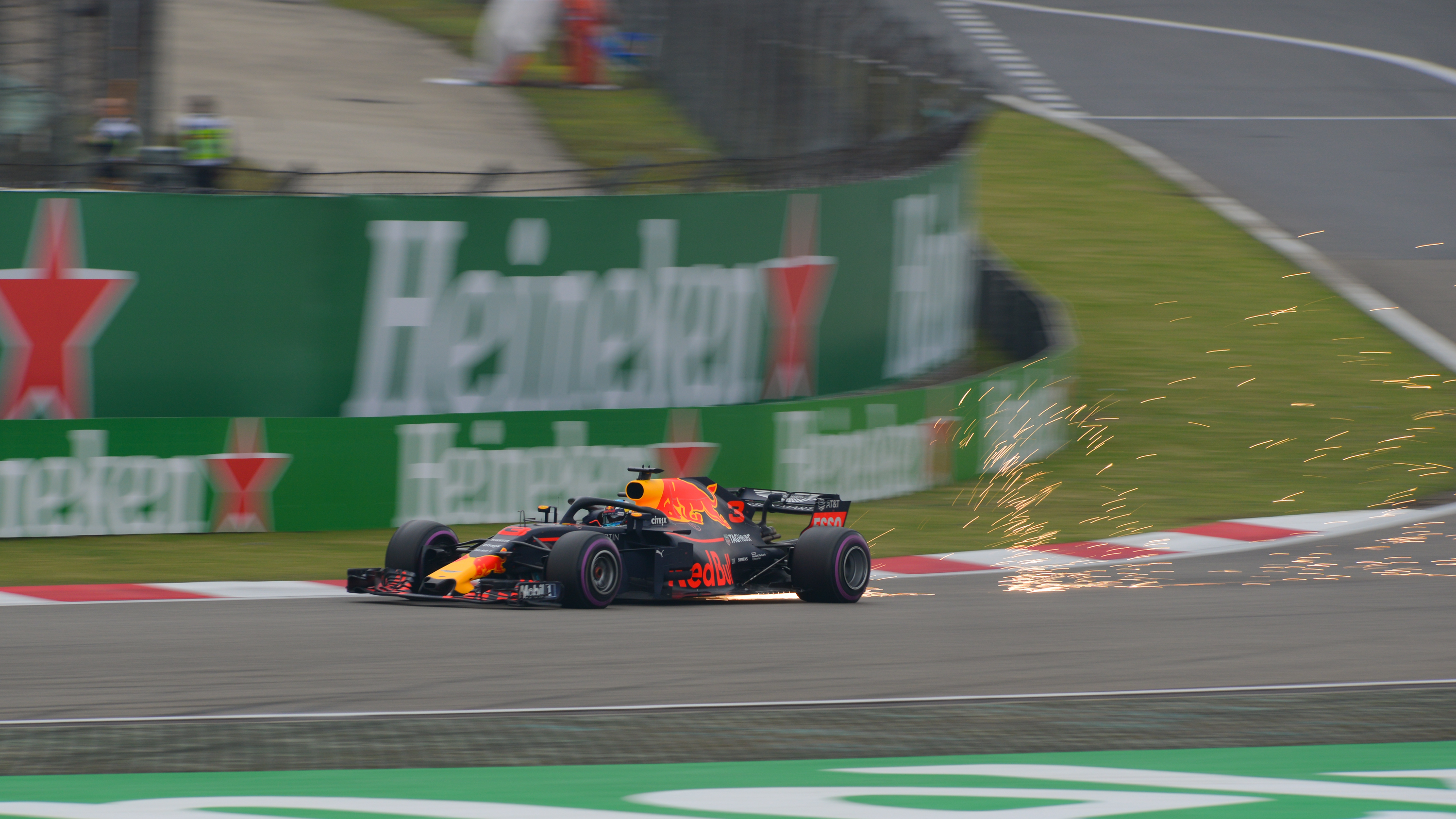
Daniel Ricciardo lors des qualifications.

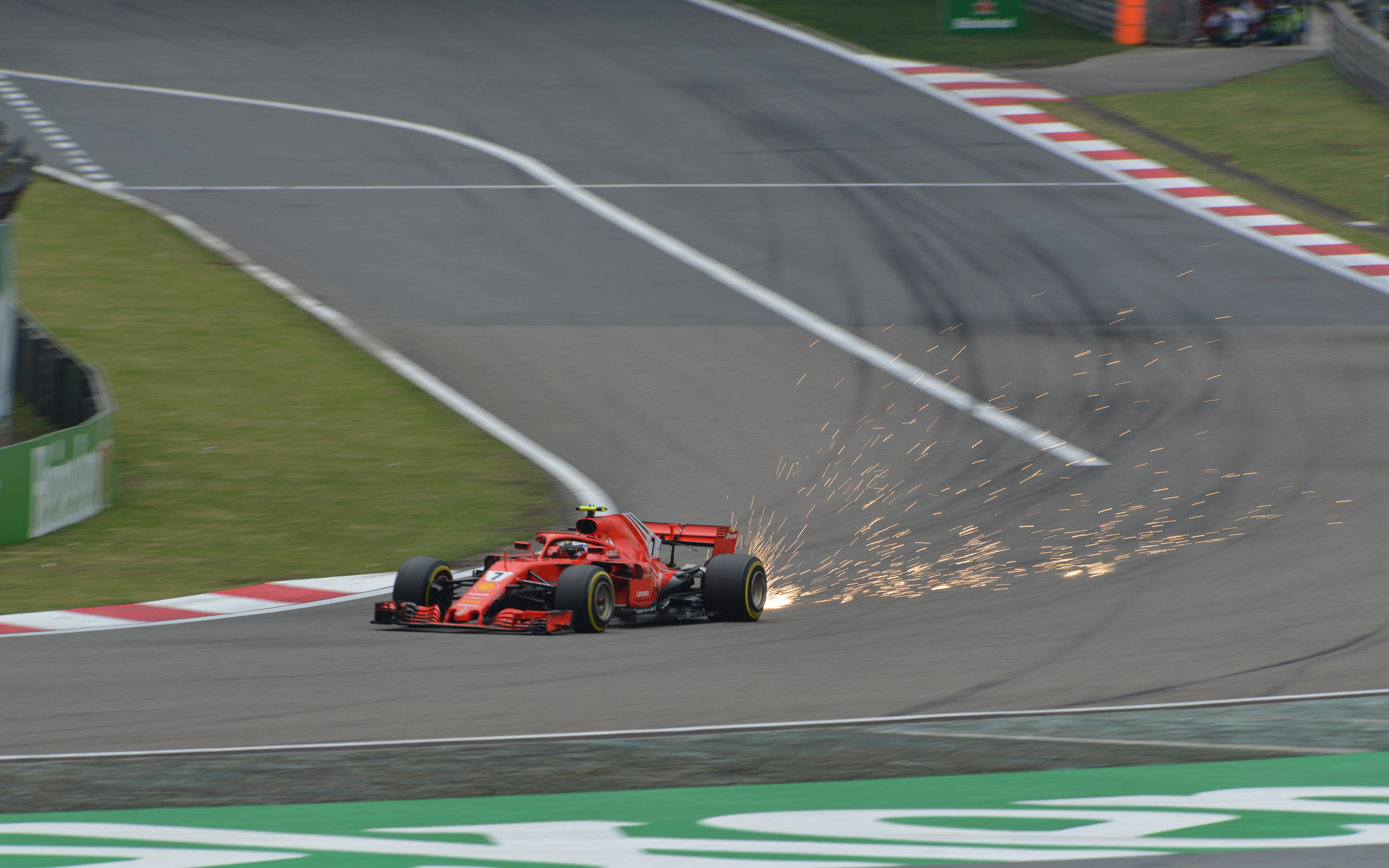
Kimi Räikkönen lors des qualifications.

| Pos.                                                                                      | Pilote            | Écurie               | Qualifications 1 | Qualifications 2 | Qualifications 3 |
| ----------------------------------------------------------------------------------------- | ----------------- | -------------------- | ---------------- | ---------------- | ---------------- |
| 1                                                                                         | Sebastian Vettel  | Ferrari              | 1 min 32 s 171   | 1 min 32 s 385   | 1 min 31 s 095   |
| 2                                                                                         | Kimi Räikkönen    | Ferrari              | 1 min 32 s 474   | 1 min 32 s 286   | 1 min 31 s 182   |
| 3                                                                                         | Valtteri Bottas   | Mercedes             | 1 min 32 s 921   | 1 min 32 s 063   | 1 min 31 s 625   |
| 4                                                                                         | Lewis Hamilton    | Mercedes             | 1 min 33 s 283   | 1 min 31 s 914   | 1 min 31 s 675   |
| 5                                                                                         | Max Verstappen    | Red Bull-TAG Heuer   | 1 min 32 s 932   | 1 min 32 s 809   | 1 min 31 s 839   |
| 6                                                                                         | Daniel Ricciardo  | Red Bull-TAG Heuer   | 1 min 33 s 877   | 1 min 32 s 688   | 1 min 31 s 948   |
| 7                                                                                         | Nico Hülkenberg   | Renault              | 1 min 33 s 545   | 1 min 32 s 494   | 1 min 32 s 602   |
| 8                                                                                         | Sergio Pérez      | Force India-Mercedes | 1 min 33 s 464   | 1 min 32 s 931   | 1 min 32 s 845   |
| 9                                                                                         | Romain Grosjean   | Haas-Ferrari         | 1 min 33 s 238   | 1 min 32 s 524   | 1 min 32 s 942   |
| 10                                                                                        | Carlos Sainz Jr.  | Renault              | 1 min 33 s 315   | 1 min 32 s 970   | 1 min 33 s 543   |
| 11                                                                                        | Kevin Magnussen   | Haas-Ferrari         | 1 min 33 s 359   | 1 min 32 s 986   |                  |
| 12                                                                                        | Esteban Ocon      | Force India-Mercedes | 1 min 33 s 585   | 1 min 33 s 057   |                  |
| 13                                                                                        | Fernando Alonso   | McLaren-Renault      | 1 min 33 s 428   | 1 min 33 s 232   |                  |
| 14                                                                                        | Stoffel Vandoorne | McLaren-Renault      | 1 min 33 s 824   | 1 min 33 s 505   |                  |
| 15                                                                                        | Brendon Hartley   | Toro Rosso-Honda     | 1 min 34 s 013   | 1 min 33 s 795   |                  |
| 16                                                                                        | Sergey Sirotkin   | Williams-Mercedes    | 1 min 34 s 062   |                  |                  |
| 17                                                                                        | Pierre Gasly      | Toro Rosso-Honda     | 1 min 34 s 101   |                  |                  |
| 18                                                                                        | Lance Stroll      | Williams-Mercedes    | 1 min 34 s 285   |                  |                  |
| 19                                                                                        | Charles Leclerc   | Sauber-Ferrari       | 1 min 34 s 454   |                  |                  |
| 20                                                                                        | Marcus Ericsson   | Sauber-Ferrari       | 1 min 34 s 914   |                  |                  |
| Temps minimal à réaliser pour la qualification : 1 min 38 s 622 (107 % de 1 min 32 s 171) |                   |                      |                  |                  |                  |

### Grille de départ
- Marcus Ericsson, auteur du vingtième et dernier temps, est pénalisé d'un recul de cinq places sur la grille pour avoir, lors de la première phase des qualifications, ignoré un double drapeau jaune dans le dernier virage en raison de la sortie de piste de son coéquipier. Cette pénalité ne change rien à sa position sur la grille de départ[6],[7].

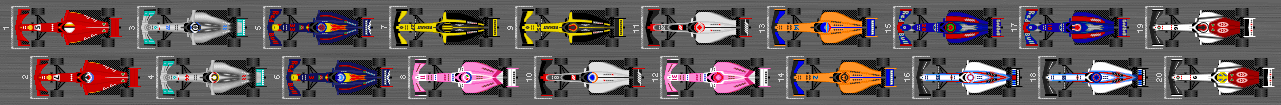
La grille de qualification et de départ du Grand Prix de Chine 2018.

## Course

### Classement de la course
| Pos. | No | Pilote            | Écurie               | Tours | Temps/Abandon                                   | Grille | Points |
| ---- | -- | ----------------- | -------------------- | ----- | ----------------------------------------------- | ------ | ------ |
| 1    | 3  | Daniel Ricciardo  | Red Bull-TAG Heuer   | 56    | 1 h 35 min 36 s 380 (191,450 km/h)              | 6      | 25     |
| 2    | 77 | Valtteri Bottas   | Mercedes             | 56    | + 8 s 894                                       | 3      | 18     |
| 3    | 7  | Kimi Räikkönen    | Ferrari              | 56    | + 9 s 637                                       | 2      | 15     |
| 4    | 44 | Lewis Hamilton    | Mercedes             | 56    | + 16 s 985                                      | 4      | 12     |
| 5    | 33 | Max Verstappen    | Red Bull-TAG Heuer   | 56    | + 20 s 436 (dont 10 secondes de pénalité)       | 5      | 10     |
| 6    | 27 | Nico Hülkenberg   | Renault              | 56    | + 21 s 052                                      | 7      | 8      |
| 7    | 14 | Fernando Alonso   | McLaren-Renault      | 56    | + 30 s 639                                      | 13     | 6      |
| 8    | 5  | Sebastian Vettel  | Ferrari              | 56    | + 35 s 286                                      | 1      | 4      |
| 9    | 55 | Carlos Sainz Jr.  | Renault              | 56    | + 35 s 763                                      | 9      | 2      |
| 10   | 20 | Kevin Magnussen   | Haas-Ferrari         | 56    | + 39 s 594                                      | 11     | 1      |
| 11   | 31 | Esteban Ocon      | Force India-Mercedes | 56    | + 44 s 050                                      | 12     |        |
| 12   | 11 | Sergio Pérez      | Force India-Mercedes | 56    | + 44 s 725                                      | 8      |        |
| 13   | 2  | Stoffel Vandoorne | McLaren-Renault      | 56    | + 49 s 373                                      | 14     |        |
| 14   | 18 | Lance Stroll      | Williams-Mercedes    | 56    | + 55 s 490                                      | 18     |        |
| 15   | 35 | Sergey Sirotkin   | Williams-Mercedes    | 56    | + 58 s 241                                      | 16     |        |
| 16   | 9  | Marcus Ericsson   | Sauber-Ferrari       | 56    | + 1 min 02 s 604                                | 20     |        |
| 17   | 8  | Romain Grosjean   | Haas-Ferrari         | 56    | + 1 min 05 s 296                                | 10     |        |
| 18   | 10 | Pierre Gasly      | Toro Rosso-Honda     | 56    | + 1 min 06 s 330 (dont 10 secondes de pénalité) | 17     |        |
| 19   | 16 | Charles Leclerc   | Sauber-Ferrari       | 56    | + 1 min 22 s 575                                | 19     |        |
| 20   | 28 | Brendon Hartley   | Toro Rosso-Honda     | 51    | + 5 tours                                       | 15     |        |

### Pole position et record du tour
- Pole position :  Sebastian Vettel (Ferrari) en 1 min 31 s 095 (215,419 km/h)[9].
- Meilleur tour en course :  Daniel Ricciardo (Red Bull-TAG Heuer) en  1 min 35 s 785 (204,871 km/h) au cinquante-cinquième tour[10].

### Tours en tête
- Sebastian Vettel (Ferrari) : 20 tours (1-20)[11]
- Kimi Räikkönen (Ferrari) : 6 tours (21-26)
- Valtteri Bottas (Mercedes) : 18 tours (27-44)
- Daniel Ricciardo (Red Bull-TAG Heuer) : 12 tours (45-56)

## Classements généraux à l'issue de la course
| Pos. | Pilote            | Écurie               | Points |
| ---- | ----------------- | -------------------- | ------ |
| 1    | Sebastian Vettel  | Ferrari              | 54     |
| 2    | Lewis Hamilton    | Mercedes             | 45     |
| 3    | Valtteri Bottas   | Mercedes             | 40     |
| 4    | Daniel Ricciardo  | Red Bull-TAG Heuer   | 37     |
| 5    | Kimi Räikkönen    | Ferrari              | 30     |
| 6    | Fernando Alonso   | McLaren-Renault      | 22     |
| 7    | Nico Hülkenberg   | Renault              | 22     |
| 8    | Max Verstappen    | Red Bull-TAG Heuer   | 18     |
| 9    | Pierre Gasly      | Toro Rosso-Honda     | 12     |
| 10   | Kevin Magnussen   | Haas-Ferrari         | 11     |
| 11   | Stoffel Vandoorne | McLaren-Renault      | 6      |
| 12   | Carlos Sainz Jr.  | Renault              | 3      |
| 13   | Marcus Ericsson   | Sauber-Ferrari       | 2      |
| 14   | Esteban Ocon      | Force India-Mercedes | 1      |

| Pos. | Écurie               | Points |
| ---- | -------------------- | ------ |
| 1    | Mercedes             | 85     |
| 2    | Ferrari              | 84     |
| 3    | Red Bull-TAG Heuer   | 55     |
| 4    | McLaren-Renault      | 28     |
| 5    | Renault              | 25     |
| 6    | Toro Rosso-Honda     | 12     |
| 7    | Haas-Ferrari         | 11     |
| 8    | Sauber-Ferrari       | 2      |
| 9    | Force India-Mercedes | 1      |

## Statistiques
Le Grand Prix de Chine 2018 représente :
- la 52e pole position de Sebastian Vettel[14] ;
- la 6e victoire de sa carrière pour Daniel Ricciardo[15] ;
- la 56e victoire de Red Bull Racing en tant que constructeur[16] ;
- la 6e victoire de Tag Heuer en tant que motoriste[17] ;
- le 100e départ en Grand Prix de Valtteri Bottas[18].

Au cours de ce Grand Prix :
- Lewis Hamilton inscrit des points pour la 28e fois consécutive et bat ainsi le record établi par Kimi Räikkönen entre le Grand Prix de Bahreïn 2012 et le Grand Prix de Hongrie 2013[19] ;
- Daniel Ricciardo est élu « Pilote du jour » lors d'un vote organisé sur le site officiel de la Formule 1[20] ;
- Danny Sullivan (15 Grands Prix chez Tyrrell Racing en 1983, 2 points, vainqueur des 500 miles d'Indianapolis 1985 et champion CART en 1988) a été nommé par la FIA conseiller pour aider dans leurs jugements le groupe des commissaires de course[21].